# Зоценко, Алексей Николаевич
Алексей Николаевич Зоце́нко (1948—2014) — советский и украинский кинооператор.

## Биография
Родился 29 декабря 1948 года в Киеве (ныне Украина). Окончил КГИТИ имени И. К. Карпенко-Карого (1978, мастерская Л. Ф. Прядкина).
Работал на студии «Укртелефильм», на котором снял ряд классических украинских кинолент, в частности по произведению В. К. Винниченко.
Умер 28 декабря 2014 года. Похоронен в Киеве на Байковом кладбище.

## Награды и премии
- Государственная премия Украины имени Тараса Шевченко (1996) — за сериалы художественных телевизионных фильмов «Западня» (1993) и «Преступление со многими неизвестными» (1993) производства студии «Укртелефильм»

## Фильмография
- 1983 — Житейское море (фильм-спектакль)
- 1987 — Конотопская ведьма (фильм-спектакль)
- 1988 — Голубая роза» (совместно с Ю. В. Бордаковим); Как мужчины о женщинах говорили
- 1989 — Назар Стодоля; Закут
- 1990 — «Черная пантера и Белый медведь»; Дом в закоулке; История одного дома
- 1991 — Глазами сатаны; Грех
- 1992 — С троп — на путь широкий
- 1993 — Преступление со многими неизвестными; Западня; Артек — вчера, сегодня, завтра (соавтор сценария)
- 1994 — Шестое чувство
- 1996 — Александра; Операция «Контракт»
- 1997 — Полифония. Возрождение национальной филармонии
- 1998 — Страсть; Константин Степанков»